# John Carter, M.D.
John Carter, M.D. is de tweeëntwintigste aflevering van het tweede seizoen van de televisieserie ER, die voor het eerst werd uitgezonden op 16 mei 1996.

## Verhaal
Eindelijk is de dag aangebroken voor Carter, hij is nu officieel dokter. Hij vraagt Dr. Benton voor zijn diploma-uitreiking, zelf mist hij deze omdat hij besluit een patiënt gezelschap te houden. Later besluit hij om volgend jaar deel te gaan nemen aan de opleiding voor chirurg. 
Hathaway heeft genoeg van de bezuinigingen door de overheid en besluit ontslag te nemen. Zij beseft ook dat de weigering van Shep om een therapeut te bezoeken de relatie tussen hen kan kosten. 
Dr. Greene heeft zijn ziel aan de duivel verkocht, dit om met Dr. Weaver de afspraak te maken dat Dr. Lewis hoofdarts wordt en in ruil Dr. Weaver hoofd van de afdeling wordt. Zijn teleurstelling is dan ook zeer groot als Dr. Lewis dit aanbod afwijst. 
Boulet beseft dat zij besmet kan zijn met hiv en vertelt dit aan Dr. Benton, met het advies om zich ook te laten testen.

## Rolverdeling

### Hoofdrol
- Anthony Edwards - Dr. Mark Greene
- Christine Harnos - Jennifer Greene
- George Clooney - Dr. Doug Ross
- Eriq La Salle - Dr. Peter Benton
- Sherry Stringfield - Dr. Susan Lewis
- Laura Innes - Dr. Kerry Weaver
- Ron Rifkin - Dr. Carl Vucelich
- William H. Macy - Dr. David Morgenstern
- Steven Anderson - Dr. Davitch
- Noah Wyle - John Carter
- Gloria Reuben - Jeanie Boulet
- Michael Beach - Al Boulet
- Julianna Margulies - verpleegster Carol Hathaway
- Conni Marie Brazelton - verpleegster Connie Oligario
- Ellen Crawford - verpleegster Lydia Wright
- Deezer D - verpleger Malik McGrath
- Laura Cerón - verpleegster Chuny Marquez
- Lily Mariye - verpleegster Lily Jarvik
- Vanessa Marquez - verpleegster Wendy Goldman
- Abraham Benrubi - Jerry Markovic
- Charles Noland - E-Ray
- Ron Eldard - ambulancemedewerker Ray 'Shep' Shepard
- Emily Wagner - ambulancemedewerker Doris Pickman
- Lyn Alicia Henderson - ambulancemedewerker Pamela Olbes
- Montae Russell - ambulancemedewerker Dwight Zadro

### Gastrol
- Marg Helgenberger - Karen Hines
- Mary Mara - Loretta Sweet
- Judith Malina - June Allyson
- John Furey - Jason Lucas
- Rae'Ven Larrymore Kelly - Monique
- Gabrielle Boni - TC Lucas
- Felicity LaFortune - Annette Lucas
- Michael Manuel - Richard
- Colleen McQuade - Isabel

en vele andere